# Punjai Thottakurichi
Punjai Thottakurichi es una ciudad y nagar Panchayat situada en el distrito de Karur en el estado de Tamil Nadu (India). Su población es de 10969 habitantes (2011).

## Demografía
Según el censo de 2011 la población de Punjai Thottakurichi era de 10969 habitantes, de los cuales 5426 eran hombres y 5543 eran mujeres. Punjai Thottakurichi tiene una tasa media de alfabetización del 76,14%, superior a la media estatal del 80,09%: la alfabetización masculina es del 87,36%, y la alfabetización femenina del 65,36%.